# Efe Odigie
Efe Uwadiae Odigie (ur. 17 października 1989 w Beltsville) – amerykański koszykarz, występujący na pozycjach niskiego lub silnego skrzydłowego, posiadający także nigeryjskie obywatelstwo, obecnie zawodnik Poitiers Basket 86.
6 sierpnia 2019 został zawodnikiem HydroTrucku Radom. 19 listopada opuścił klub. Dzień później dołączył po raz drugi w karierze do francuskiego Poitiers Basket 86, występującego w II lidze francuskiej - Pro B.

## Osiągnięcia
Stan na 28 listopada 2019, na podstawie, o ile nie zaznaczono inaczej.
Klubowe
- Mistrz Tunezji (2019)